# Legio VII Claudia Pia Fidelis
Legio VII Claudia Pia Fidelis – legion założony przez Pompejusza Wielkiego w 65 r. p.n.e. Obdarzony przez cesarza Klaudiusza po rewolcie Skryboniana (42 n.e.) tytułem "Claudia Pia Fidelis" – "Pełna czci i wierna Klaudiuszowi". Część nazwy "Pia Fidelis" szybko wyszła z użycia.